# Mandans
Els mandan són una tribu índia siouan (grup hoka-sioux), a Amèrica del nord, el nom de la qual prové de mawantani "gent del riu". Però ells s'anomenaven numakaki "homes". Els sioux teton els anomenaven miwahtoni. El 1750 tenien 9 llogarrets, però el 1800 en quedaven dos. Es dividien en bandes o is' tope ("aquells que es tatuen"): nup'tadi (sense traducció), la més gran,; ma'nana'r ("aquells que barallen"); nu' itadi ("el nostre poble"); i awi' ka-xa (sense traducció).

## Localització
El seu enclavament original es trobava entre els rius Heart i Little Missouri (Dakota del Nord), vora l'actual Bismark. Actualment viuen a la reserva índia de Fort Berthold (Dakota del Nord).

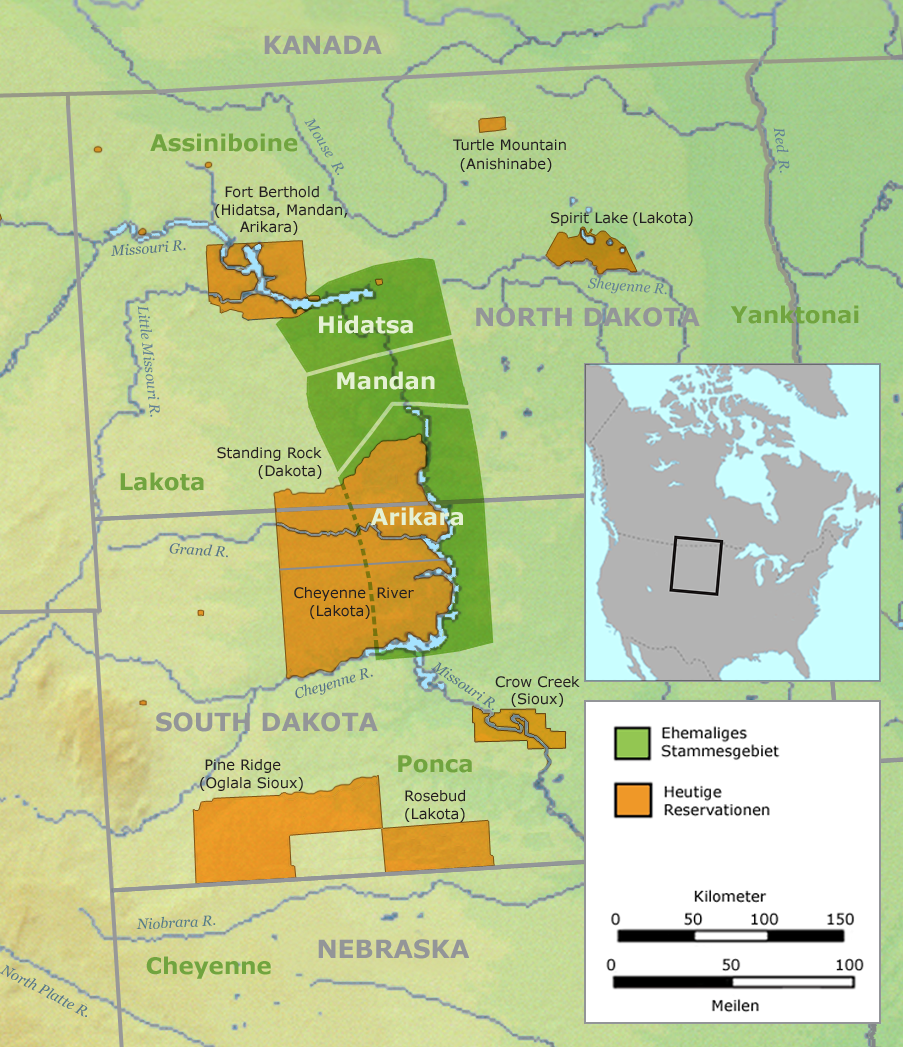
Territori dels mandan

## Demografia
Tot i que alguns afirmen que eren 15.000 individus el 1700, abans de la pesta del 1635 eren uns 1250 el 1804 i 1.800 individus el 1830. El 1837 restaren reduïts a 50 individus. El 1960 eren 387, el 1970 uns 400 i potser mil el 1990. Segons el cens dels EUA del 2000 hi havia 1.306 mandan, però les Tres Tribus Afiliades (arikara, mandan i hidatsa) sumaven endemés 3.807 individus.

## Costums
Són sedentaris i antigament vivien en cabanes circulars de terra, argila o fusta, que tenien de 12 a 18 metres de diàmetre, agrupades en pobles voltats de fossats i estaques. Es distingien dels sioux físicament. Alguns etnòlegs els creien descendents sense cap fonament del rei gal·lès Madoc, qui el 1100 aproximadament sortí de Gal·les en vaixells cap a l'Oest i ja no tornà. Afirmaven que s'establí a Louisiana, remuntà el Mississipi i assolí Ohio. Aquesta esbogerrada hipòtesi era alimentada per l'existència d'alguns albins i per la semblança suposada d'algunes paraules gal·leses i mandans. Segons ells, vivien a l'interior de la terra, als marges d'un llac, on hi havia un cep. Per ell van pujar la meitat de la tribu, però l'altra meitat no ho va poder fer perquè una dona grossa va trencar la branca.

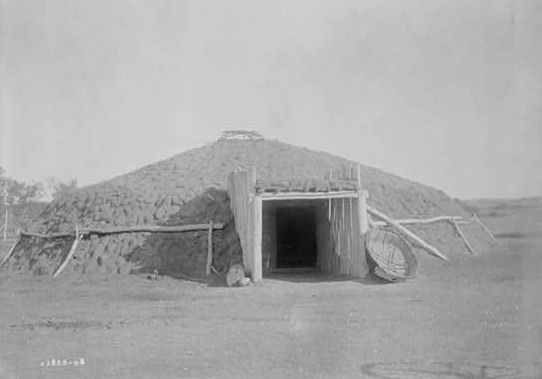
Habitatge mandan

No eren gaire guerrers. Vivien del conreu del moresc, carabasses i del quenopodi, i de la cacera del bisont. Llurs canoes circulars eren d'escorça d'arbre o de cuir adobat. Adobaven pells de cérvol o bisó i en secaven la cara al sol. Les dones eren poc considerades, les casaven als 12 anys i eren esclaves del marit. Tanmateix, però, la línia femenina regia en el parentiu, a les dues primeres castes els era permesa la poligàmia, i generalment, les esposes del mateix home eren germanes.
Hi havia tres castes: cabdills, guerrers i plebeus, cadascuna d'elles amb un tòtem protector que intercedia davant el Gran Esperit pel seu client. Tenien escasses nocions religioses i se’ls considerava molt supersticiosos, però tenien cerimònies espectaculars i plenes de simbolisme, i societats secretes per a homes i dones, ordenades segons l'edat. Creien que l'Esperit del Mal era al cel per a temptar als bons i que l'Esperit del Bé era a l'Infern per a castigar els dolents. Celebraven també l'Okipa o dansa del Sol.

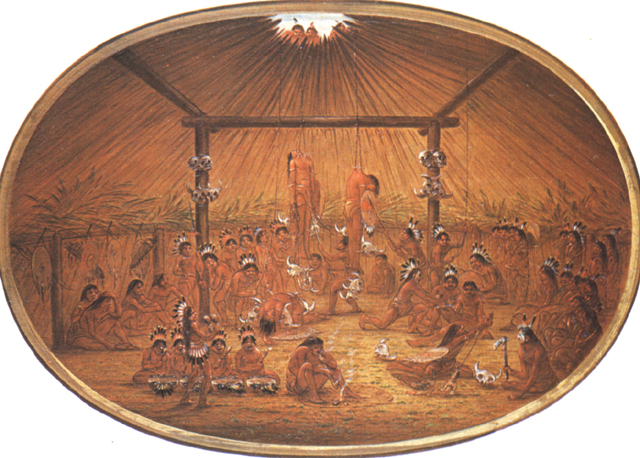
Dibuix de Catlin d'una Okipa mandan

Embolicaven els morts amb pells de bisó, perquè no hi entrés aire, i els col·locaven en un catafalc amb els peus cp a Orient. Quan el catafalc s'espatllava, cremaven les despulles del difunt llevat del crani, que el col·locaven a terra amb fulles de màlvia. Parlaven amb ells, li servien menjar i l'acaronaven. Quan perdien un parent es tallaven els cabells i a vegades les falanges dels dits. Eren aliats dels hidatsa, dels qui van adoptar llurs costums, i més tard dels arikara.

## Història
Es creu que el 800 van marxar d'Ohio cap a Missouri, potser amb hidatsa i crow, i que cap al 1200 van arribar a Dakota del Nord, als marges dels rius Heart i Knife, on ocupaven viles semisedentàries. Es dividien en bandes: les Nuptadi i Nuitadi vivien a ambdós marges del Missouri, els Awigaxa i els Awaxawi dels hidatsa vivien vora Painted Woods.
El 1738 foren visitats pel francès La Verandrye, qui en va donar la primera descripció de les 9 viles mandan, descrits com a nació poderosa en ésser centre comercial de la zona. Després vindrien l'anglès Mackenzie el 1772 i els exploradors nord-americans Lewis i Clark el 1804, qui foren rebuts pel cabdill Mato-topé o Four Bears al campament de Mile-tutta-hang-kush, que tenia 100 cabanes i 350 guerrers. Hivernaren amb ells i la xoixon Sacajawea els va fer de guia.

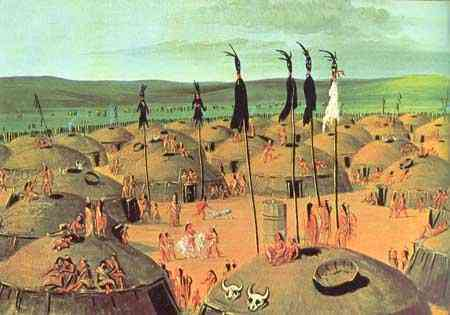
Vila mandan, segons Catlin

El 1806 els visità Alexandre Henry, de la Companyia del Nord-oest, i aconsegueix comerciar en pells. Henry Brackenridge i Bradbury visitaren la zona el 1810. El 1833-1834 els va visitar el comte alemany Maximilian zu Wied amb el dibuixant George Catlin, qui fou el primer que se li acudí que fossin descendents d'una emigració europea. El 1837 van patir una forta epidèmia de verola encomanada per treballadors de l’American Fur Co, que els va fer baixar de 1.800 a 120 i després a 50. Això els va obligar el 1845 a marxar a Fort Bethold amb els hidatsa, i que el 1871, amb els arikara, amb els quals s'aliaren contra la Gran Nació Sioux, i formaren les Tres Tribus Afiliades.

### Especulació sobre un possible contacte europeu precolombí
Informes del segle xviii sobre les característiques de les cabanes, la religió i les característiques físiques ocasionals entre els membres tribals mandans, com els ulls blaus i grisos, juntament amb més lleugera coloració del cabell, agitaren l'especulació de la possibilitat d'un contacte europeu precolombí. George Catlin creia que els mandans eren els "indis gal·lesos" del folklore, descendents del príncep Madoc i dels seus seguidors que van emigrar a Amèrica des de Gal·les aproximadament el 1170. Aquest punt de vista fou molt popular en el seu temps però ha estat qüestionat per la major part dels erudits.
Hjalmar Holand havia proposat que l'entrecreuament amb supervivents nòrdics podria explicar el "ros" entre els indis mandans a la conca alta del riu Missouri, però en un estudi multidisciplinari de la pedra de Kensington, l'antropòloga Alice Beck Kehoe va refusar com a "tangencial" l'afer de la runa, aquesta i altres referències històriques suggerint contactes precolombins amb 'forasters', com la història Hochunk (Winnebago) sobre l'heroi ancestral "Red Horn" i la seva trobada amb "gegants pèl-roigs". L'arqueòleg Ken Feder ha declarat que no hi ha cap dels elements materials probatoris que s'esperaria d'una presència vikinga en un viatge a través del Mig Oest americà.